# أبو خرجة
قرية أبو خرجة وهي قرية تتبع مدينة الدبس وتقع في محافظة كركوك شمال العراق.